# Bradypodion ventrale
Bradypodion ventrale là một loài thằn lằn trong họ Chamaeleonidae. Loài này được Gray mô tả khoa học đầu tiên năm 1845.

## Hình ảnh

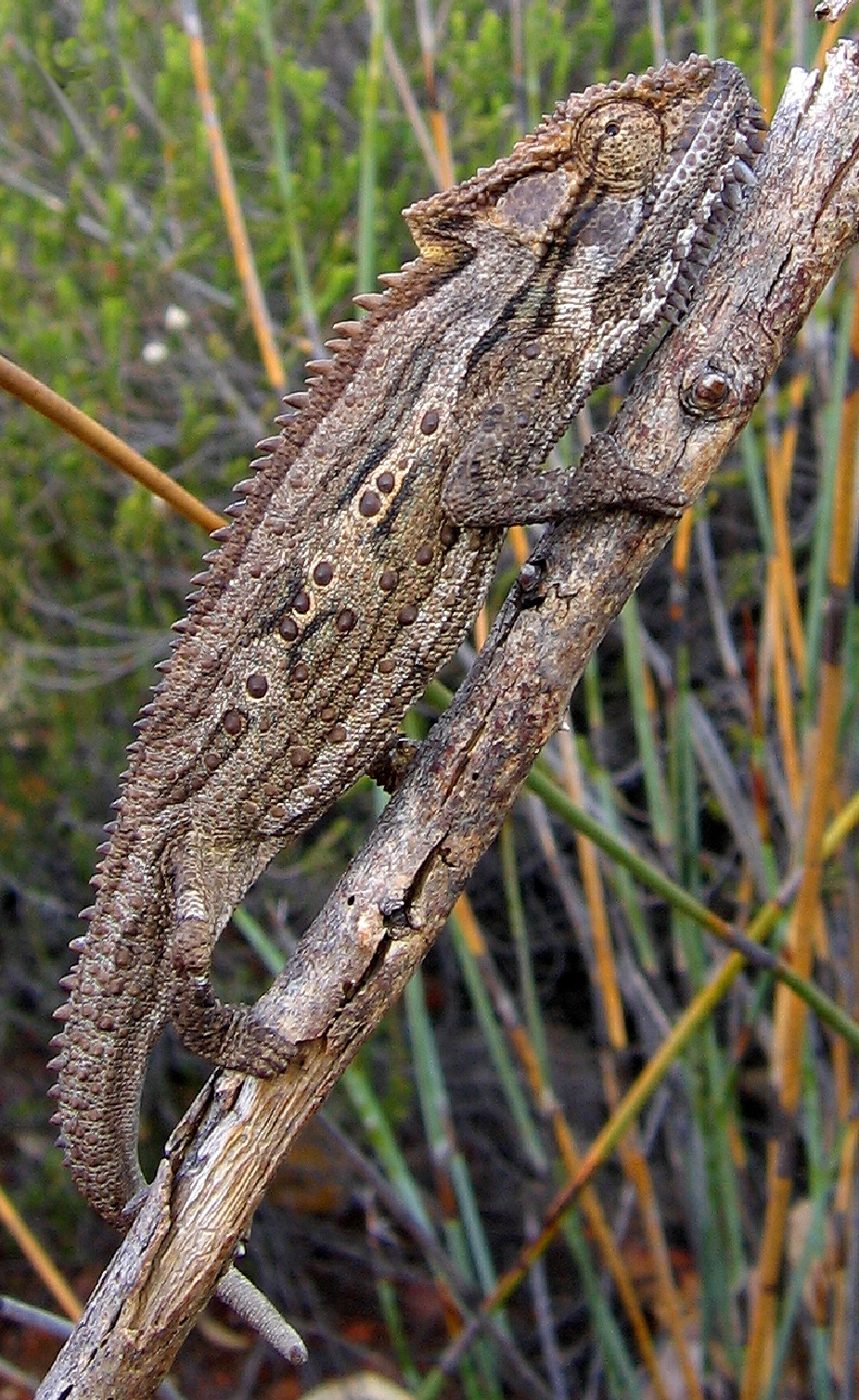